# 岡山 - 勝山線
岡山 - 勝山線（おかやま - かつやません）は岡山市と吉備中央町・高梁市・真庭市を結ぶ、中鉄北部バスが運行する高速バスである。愛称はロマンチックロード。
座席は全便自由席。

## 概要
元々、中鉄北部バスの親会社の中鉄バスが一般道（一部区間は中国自動車道）経由の長距離バス路線として運行していた、岡山 - 津山 - 落合 - 勝山 - 湯原温泉 - 蒜山高原線が、岡山自動車道開通時に岡山 - 落合間を山陽自動車道・岡山自動車道・中国自動車道経由に変更して高速バス化されたという経緯もあり、当路線は中鉄バスが運行していた時代から長らく、高速バスでなく高速道路経由の長距離路線バスという扱いとなっていた。そのため、2009年3月14日までは高速バスでは珍しく全停留所での乗降が可能であった。また、岡山市内区間以外の停留所では乗降可能という事で、一般道区間である真庭市内の落合高校前・落合上町 - 勝山間での短距離利用も多い。全停留所での乗降が可能だった頃は、岡山市内の天満屋バスセンター - 田益（国立病院口）間でも短距離利用が多かった。
2007年12月1日改正で、蒜山高原・勝山→岡山方面への日帰りでの移動に便利なダイヤとなり、逆方向の岡山→勝山・蒜山高原方面への日帰り移動には不向き（実質的に不可能）なダイヤとなっていたが、現行ダイヤ（2009年10月1日）では、岡山発の始発便が繰り上げられ、勝山での真庭市コミュニティバス「まにわくん」との接続で、岡山から新庄・湯原温泉・蒜山高原への日帰り移動が再び可能となった。

## 歴史
- 2006年5月8日 - 岡山中鉄バスセンターの閉鎖に伴い、天満屋バスセンター発着に変更。
- 2006年8月1日 - 1日4往復に減便。同時に岡山営業所の運用が消滅し、津山営業所久世車庫の単独運行に。
- 2008年11月1日 - 中鉄バス津山営業所の中鉄北部バスへの分離譲渡に伴い、同社へ運行移管。
- 2009年3月15日 - 岡山市内区間の天満屋バスセンター - 田益（国立病院口）間をクローズドドア制に変更。
- 2009年10月1日 - 勝山中鉄バスセンター - 蒜山高原間の運行を廃止し、全便、天満屋バスセンター - 勝山（勝山中鉄バスセンターから名称変更）間の運行となる。また、岡山天満屋バスセンター発の始発便の時刻が繰り上げられ、勝山での真庭市コミュニティバス「まにわくん」との接続で、岡山から新庄・湯原温泉・蒜山高原への日帰り移動が可能に。
- 2011年4月1日 - 岡山市内の停車停留所（田益 - 天満屋バスセンター間）が各停留所停車から、田益・岡山商大前・岡山大学筋・スポーツセンター前・済生会病院前・岡山駅・天満屋バスセンターに変更。同時に、北房水田～落合高校間に米沢町十字路停留所を新設し、久米庁舎前停留所を廃止して真庭市役所停留所（真庭市役所庁舎敷地内に設置）を新設。
- 2016年4月28日 -　岡山駅東口バスターミナルの乗り場が13番乗り場から9番乗り場へ移動。
- 2023年10月1日 - 11月19日の土曜・日曜・祝日に限り、4往復のうち2往復が蒜山高原へ延長運行[1]。

## 運行会社
- 中鉄北部バス
  - 運行業務は同社久世営業所が担当。
  - 岡山側の発券業務は中鉄バスが担当。
  - 勝山側の発券業務は中鉄美作バスが担当。

※岡山県共通バスカード（2008年10月1日廃止、中鉄バス発行分のみ）と中鉄バス専用バスカード（中鉄バス発行で、同社〈2021年10月1日より一部販売中止〉と中鉄北部バスが販売）の利用が可能である。

## 停車停留所
（主要停留所のみ掲載）
天満屋バスセンター - 岡山駅 - 済生会病院前 - 田益（国立病院口） - 賀陽IC- 有漢IC - 北房水田 - （米沢町十字路 → 真庭高校落合校地前 → 落合上町） - 落合IC - 福田橋 - 真庭市役所 - 久世駅前 - 勝山（JR中国勝山駅前）
- 真庭PAで5分間休憩。
- 天満屋バスセンター - 田益（国立病院口）間のみの利用はできない。
- 米沢町十字路・落合上町 - 勝山間は各停留所に停車。
- 米沢町十字路 - 落合上町間は左回りの循環運行。

## 運行経路
- 岡山市内 - 国道53号 - 岡山IC - 岡山自動車道 - 中国自動車道 - 落合IC - 国道313号 - 真庭市内

## 運行回数
- 昼行4往復

## 車内設備
- 4列シート